# Hans Emmenegger
Ne doit pas être confondu avec Hans Emmenegger (peintre).
Hans Emmenegger, ou Johann Emmenegger, né le 7 juin 1604 à Schüpfheim et mort le 23 juillet 1653 à Lucerne, est une personnalité suisse de la guerre des paysans de 1653

## Biographie
Natif de la vallée de l'Entlebuch dans le canton de Lucerne, il est catholique et fils d'un agriculteur aisé. Comme son père, il devient agriculteur et épouse Margaretha Krummenacher en 1628. L'un des paysans les plus riches de la vallée, il fait alors des dons aux paysans dans le besoin ainsi qu'à l’Église. Il est sautier dans le bailliage de Schüpfheim et capitaine de l’Entlebuch. 
Il participe activement à la révolte de la Guerre des Paysans de 1653 et critique ouvertement le système des pensions. Il doit alors payer de fortes amendes mais obtient ainsi le respect de tous les paysans de l’Entlebuch qui comptent sur lui. Il tient donc une place importante auprès des paysans et devient leur général, notamment à Huttwil. Après la défaite des révoltés, il est condamné à mort pour haute trahison et pendu le 23 juillet 1653 à Lucerne.